# كفر عقب
كفر عقب بلدة فلسطينية تقع شمال مدينة القدس بنحو 11 كيلومتر، وإلى الجنوب الشرقي من مدينة رام الله حيث تبعد عنها 4 كيلومتر تقريبا. تتبع كفر عقب إدارياً لمحافظة القدس، وتتولى بلدية كفر عقب مسؤولية الخدمات والبنى التحتية في البلدة.
حتى وقتٍ قريب كانت كفر عقب إحدى الأحياء الراقية في القدس، أما اليوم، فقد فصل جدار الضمّ والتوسع هذا الحيّ عن مركز مدينة القدس، وأدى هذا الجدار بالإضافة إلى القيود المشددة على البناء، وهدم البيوت، ومصادرة الأراضي، وإلى تحويل هذا الحيّ إلى ما يشبه «الجيتو» المدني. مثلهم مثل سكان بقية الأحياء المقدسية التي فصلها الجدار عن المدينة، تعاني كفر عقب من اكتظاظ سكاني كبير بسبب سياسة الاحتلال التي تقوم على أن السكن في كفر عقب جائز لحملة الهوية المقدسية، بحيث بلغ عدد السكان 10,411 نسمة عام 2006، وقد وصفت في عام 2007 كضاحية للطبقة الوسطى. يفتقد سكان كفر عقب إلى العديد من الخدمات والتي تمتنع بلدية الاحتلال عن تقديمها في الأحياء خلف الجدار.

## خلفية تاريخية
سكن في كفر عقب في العام 2000 قبل الميلاد الكنعانيون واليبوسيون. وقد أنشئت القرية الحديثة عام 1600 ق.م. وقد سميت بهذا الاسم نسبة إلى شخص يدعى «كفير» والذي تقول المصادر أنه مرّ بقافلته في المنطقة في العهد العثمانيّ ومكث عن بئر الماء المتواجد في المنطقة. أما كلمة «عقب» فأتت من «عَقِبَ» أي بقي في المنطقة. تطوّر اللفظ فيما بعد ليصبح «كفر عقب».
حتى عام 1967 كان كفر عقب حياً فلسطينياً راقياً. منذ ذلك الحين ازداد عدد السّكان بشكل كبير، فارتفع مما يقارب 10 آلاف نسمة، إلى 60 ألف نسمة. إلى جانب هذا الانفجار السّكانيّ، فإن أراضي القرية آخذة في التناقص المستمر بسبب سياسة المصادرة الإسرائيلية. منذ احتلال عام 1967 أقامت دولة الاحتلال منطقة صناعية، وضمّت مساحات من الأراضي لنفوذ بلدية الاحتلال، وأنشأت شارع القدس – رام الله، وطوّرت المطار في منطقة القرية. في عام 1982 بنيت قاعدة عسكريّة إسرائيلية على أراضي القرية بالإضافة إلى بناء مستوطنة «كوخاف يعكوب» عام 1985، والتي توسعت بشكل مستمر منذ ذلك الحين.

## الحياة الاجتماعية والاقتصادية
كانت كفر عقب في الماضي مجتمعاً زراعيّاً، أما اليوم فمعظم سكانها يعتمدون على القطاعات التّجارية المختلفة، بالأخص سوق العمل الإسرائيلي، الذي يستوعب ما يقارب 50% من القوى العاملة. ووفقاً لمسح ميداني قام به معهد «أريج» عام 2012 فإن توزيع الأيدي العاملة حسب نوع النشاط الاقتصادي كما يلي:
- سوق العمل الإسرائيلي (50%).
- موظفي القطاع العامّ أوالخاص (25%)
- القطاع التجاريّ (15%).
- قطاع الخدمات (15%).
- الصّناعة (4%).
- الزّراعة (1%). هاجر العديد من سكان قرية كفر عقب الأصليين إلى أمريكا الشّمالية والجنوبية، وبعضهم إلى أوروبا للبحث عن فرص للعمل. بينما انتقلت بعض العائلات الميسورة للسكن في أحياء أخرى من القدس غير مقطوعة بواسطة الجدار عن مركز المدينة. ولقد ترك هؤلاء وراءهم حياً محاطاً بالفقر والجريمة. في هذا الفراغ الأمنيّ. يحاول السّكان الحفاظ على النظام بأنفسهم، معتمدين على كبار السّن من المحليين والعائلات القوية لحلّ النزاعات. يعتمد الاقتصاد في قرية كفر عقب على عدة قطاعات، أهمها قطاع سوق العمل الإسرائيلي، حيث يستوعب هذا القطاع 50% من القوى العاملة (مجلس قروي كفر عقب، 2012) (انظر الشكل رقم 1). وقد أظهرت نتائج المسح الميداني الذي أجراه معهد أريج في عام 2012 بهدف تحقيق الدراسة الحالية، بأن توزيع الأيدي العاملة النشاط الاقتصادي في قرية كفر عقب، ما يلي: حسب سوق العمل الإسرائيلي، ويشكل 50% من الأيدي العاملة قطاع الموظفين، ويشكل 25% من الأيدي العاملة قطاع التجارة، ويشكل 15% من الأيدي العاملة قطاع الخدمات، ويشكل 5% من الأيدي العاملة قطاع الصناعة، ويشكل 4% من الأيدي العاملة قطاع الزراعة، ويشكل 1% من الأيدي العاملة أما من حيث المنشأت والمؤسسات الاقتصادية والتجارية فيوجد في التجمع 50-100 بقالة، 20 مخبز، 20 ملحمة، 20 محل لبيع الخضار والفواكه، 40 محل لتقديم الخدمات المختلفة، 30 محل للصناعات المهنية (كالحدادة، والنجارة، الخ)، ومنشاري حجر، وقد وصلت نسبة البطالة في قرية كفر عقب في عام 2012 إلى 10% (مجلس قروي كفر عقب، 2012). وقد تبين أن الفئات الاجتماعية الأكثر تضررا في القرية نتيجة الإجراءات الإسرائيلية، هي على النحو التالي: سوق العمل الإسرائيلي، قطاع التجارة وقطاع الصناعة.

## قطاع الزراعة
تبلغ مساحة قرية كفر عقب حوالي 6,665 دونما، منها 1,247 دونم هي أراض قابلة للزراعة و 1,398 دونما أراض سكنية أما من حيث الأنواع المختلفة من المزروعات البلية والمروية المكشوفة في قرية كفر عقب، فيزرع فقط خضروات ثمرية مثل البندورة، حيث يوجد حوالي 1 دونم من الزراعة البطية، و 1 دونم من الزراعة المروية (وزارة الزراعة الفلسطينية القدس. (2010 الجدول رقم 3، يبين أنواع الأشجار المثمرة ومساحاتها في قرية كفر عقب. وتشتهر كفر عقب بزراعة الزيتون حيث يوجد حوالي 440 دونم مزروعة بأشجار الزيتون. أما بالنسبة للمحاصيل الحقلية والعلفية في قرية كفر عقب، فإن مساحة البقوليات الجافة تبلغ 2 دونم، وأهمها الحمص مجزا ويرجع الاختلاف في المساحات الزراعية بين أرقام مديرية الزراعة وأرقام أريج (نظم المعلومات الجغرافية، إلى أن المسح الميداني الذي تم من قبل وزارة الزراعة والجهاز المركزي للإحصاء الفلسطيني (2010) استند على تعريف المساحات الزراعية حجم الحيازات الزراعية، حيث تم اعتبار الحيازات الزراعية الفعلية وليست الموسمية، ورفض تجزئة وحساب الزراعية صغيرة الحجم السائدة في المناطق الحضرية والمناطق الزراعية التي توجد فيها بعض الينابيع أما منح أريج وجود نسبة عالية من ملكيات صغيرة ومجزأة (الزراعات المنزلية في جميع أنحاء الأراضي الفلسطينية المحتلة وهذا يوضح الفرق في أرقام المساحات الزراعية الأكبر حسب أريج الأراضي وتبين من المسح الميداني الذي قام به معهد الأبحاث التطبيقية - القدس (أريج)، أن 1 % من سكان قرية كفر عقب يقومون بتربية الماشية (مجلس قروي كفر عقب، 2012). أما من حيث الطرق الزراعية في القرية، فلا يوجد أية طرق زراعية (مجلس قروي کفر عقب، 2012).

## الأماكن الدينية والأثرية
يوجد في قرية آفر عقب 10 مساجد، هم: مسجد عبد االله بن رواحة، مسجد أبو بكر الصديق، مسجد الفاروق، مسجد الفرقان، مسجد تميم الداري، مسجد التوبة، مسجد البشير، مسجد النور، مسجد الفردوس، ومسجد أبو عبدو أبو ارميلة. والقليل من الأماكن والمناطق الأثرية في القرية، منها: البلدة القديمة ، مجلس قروي كفر عقب.

## قطاع التعليم
فيما يتعلق بمؤسسات التعليم الأساسية والثانوية في قرية كفر عقب في العام الدراسي 2010/2011، يوجد في القرية مدرستين حكوميتين، يتم إدارتهما من قبل وزارة التربية والتعليم العالي الفلسطينية، وأربعة مدارس خاصة، ولكن لا يوجد أية رياض للأطفال في قرية كفر عقب (مديرية التربية والتعليم- القدس، 2011، كما يوجد مدرستين تشرف عليهما بلدية القدس.
يبلغ عدد الصفوف الدراسية في قرية كفر عقب 177 صفا، وعدد الطلاب 4,796 طالبا وطالبة (مديرية التربية والتعليم- القدس، 2011 .(وتجدر الإدارة ها إلى أن الكثافة الصفية في مدارس كفر عقب تبلغ 27 طالبا وطالبة في كل صف (مديرية التربية والتعليم، 2011
تتوفر في قرية كفر عقب بعض المرافق الصحية، حيث يوجد 3 مراكز صحية (مركز البيان الصحي، مركز عصام، مركز الراجحي)، ومستشفی تولید، 10 عيادات طبيب أسنان خاصة، 10 صيدليات خاصة . وفي حال عدم توفر الخدمات الصحية المطلوبة في القرية فإن المرضى يتوجهون إلى مستشفيات رام الله والبيرة، والذين يبعدون عن التجمع حوالي 4 كم، أو التوجه إلى مستشفيات القدس والذين يبعدون عن التجمع حوالي 11 كم (مجلس قروي كفر عقب، 2012).
يعتبر بناء الجدار عقب الانتفاضة الثانية الضربة الأكثر دراماتيكية من بين الضّربات التي ألحقها الاحتلال الإسرائيلي بكفر عقب. ومع ذلك يجب التأكيد على أن بناء الجدار، وإن كان مدمِراً بشكل خاصّ، إنما هو مجرد حلقة أخرى من الهجوم الاستعماري على القرية،  والذي هو جزء لا يتجزأ من مساعي الاحتلال لتطهير القدس عرقيا من سكانها الأصليين، وهي عملية مستمرة منذ نكبة عام 1948.

## النقل والمواصلات
يوجد في قرية كفر عقب تقریبا 1000 تاكسي، بالإضافة إلى 50 باص تقوم بخدمة المواطنين (مجلس قروي كفر عقب، 2012) أما بالنسبة لشبكة الطرق في القرية، فيوجد في القرية 3 كم من الطرق الرئيسة و 22 كم من الطرق الفرعية مجلس قروي كفر عقب، 2012).

## المياه
تقوم مصلحة مياه محافظة القدس (المنطقتي رام الله والبيرة) بتزويد سكان قرية كفر عقب بالمياه عبر شبكة المياه العامة الذي تم إنشائها عام 1967، وتصل نسبة الوحدات السكنية الموصولة بشبكة المياه العامة إلى 100 % (مجلس قروي كفر عقب، 2012) لقد بلغت كمية المياه المزودة لقرية كفر عقب عن طريق مصلحة مياه محافظة القدس عام 2010، 324794 متر مكعب السنة مصلحة مياه محافظة القدس، 2011). وهنا تجدر الإشارة إلى أن الكمية المستهلكة من قبل المواطنين في قرية كفر عقب بلغت حوالي 238,700 متر مکعب السنة، وذلك بسبب الفاقد في المياه، حيث تصل نسبة الفاقد إلى 26.5، وهذه تمثل الفاقد عند المصدر الرئيس وخطوط النقل الرئيسة وشبكة التوزيع وعند المنزل (مصلحة مياه محافظة القدس، 2011) أما فيما يتعلق بسعر المياه فإن مصلحة المياه تتبنى تسعيرة تصاعدية تتناسب مع جميع الفئات الاجتماعية للمستهلكين حيث يزداد سعر المياه بازدياد كمية استهلاك المياه .

## الوضع القانوني المعقّد
مع بناء جدار الضمّ والتوسع، تحوّلت كفر عقب إلى ما يشبه «الأرض الحرام» التي لا تتبع لسلطة أحد. من الناحية التقنية، تقع كفر عقب ضمن نفوذ وسلطة بلدية الاحتلال القضائية، ولكنها فعلياً مقطوعة عن بقية المدينة بواسطة الجدار، وقلّما تقدم لها الخدمات البلدية. كما لا تتواجد في كفر عقب أي قوة شرطية أو سلطة محلية بشكل فعلي، فشرطة الاحتلال لا تتواجد هناك، كما أن الشرطة الفلسطينيّة غير مسموح لها بالتواجد والعمل هناك. أدى هذا الوضع المعقد إلى خلق مجموعة من المشاكل الغريبة والتحديات التي يصعب التغلب عليها أمام سكان كفر عقب.
الكثير من الأزواج الشابة الفلسطينيّة ممن يحمل أحد الزوجين منهم بطاقة هوية الضفة الغربية، ويحمل الآخر بطاقة الهوية الإسرائيلية، توافدوا إلى المنطقة باعتبارها منطقة تحلّ لهم مؤقتاً إشكالية لمّ الشمل. فالمنطقة تقع تحت نفوذ بلدية الاحتلال بالتالي لا يفقد الزوج من حملة بطاقة الهوية الإسرائيلية إقامته في المدينة، وفي نفس الوقت فإن المنطقة المعزولة بالجدار عن مدينة القدس يمكن الوصول إليها لحاملي بطاقات الهوية الفلسطينيّة، الزوج الآخر، دون المرور بحواجز عسكرية تستلزم تصاريح إسرائيلية.
يذكر أن سكان كفر عقب مطالبون بدفع الضرائب لسلطات الاحتلال، ويلجأ الكثيرون للالتزام بدفع هذه الضرائب باعتبارها الوسيلة الوحيدة للحفاظ على بطاقات الهوية الإسرائيلية بحوزتهم وتفادي سحب إقاماتهم، وبالتالي ضمان عدم منعهم من الوصول إلى مدينتهم. ومن المثير للسخرية أن السّكان يدفعون الضرائب لسلطات الاحتلال، ولكنهم في المقابل لا يحظون بخدمات بلدية إلا بشكل مقلص جداً.

## الخدمات
بعد بناء الجدار وانقطاع الاتصال الفعليّ المباشرة بمدينة القدس المحتلة، انخفضت بنسبة كبيرة جداً الخدمات التي يستحقها دافعو الضرائب لبلدية الاحتلال. توفر شركة كهرباء محافظة القدس الكهرباء للقرية. وتعاني القرية من نقص كبير في إمدادات شبكة الصرف الصحي التي لا تصل إلا إلى مناطق محدودة جداً، مما اضطر أهالي القرية عام 1998 إلى بناء شبكة صرف صحيّ من أموالهم لحّل مشكلة تجمع مياه الصرف الصحي والتخلص منها.
لا يتلقى السّكان خدمات بلدية منتظمة وفعالة فيما يتعلق بجمع النفايات، والخدمات الصّحية، والخدمات التعليمية، رغم أنهم مطالبون بدفع الضرائب لسلطات الاحتلال. كل هذا النقص الكبير في تقديم الخدمات ليس مجرد نتيجة لبناء جدار الضمّ والتوسع إنما هو كذلك سياسة إسرائيلية ممنهجة تتعمد إهمال الأحياء الفلسطينيّة في القدس من أجل تهميش الوجود العربي وإنهائه. في المقابل لا تسمح سلطات الاحتلال لمؤسسات السّلطة الوطنية الفلسطينيّة بتقديم هذه الخدمات، مما يعني ترك السّكان بدون أي جهة حكومية أو مؤسسة رسمية مسؤولة عن تقديم الخدمات لهم. ويعتبر ذلك انتهاكاً واضحاً للقانون الدوليّ وكذلك للقانون الإسرائيلي الساري على هذه المناطق.
حيث لا يوجد في قرية كفر عقب أية مؤسسات حكومية ، ولكن يوجد القليل من المؤسسات المحلية وجمعيات التي تقدم خدماتها لمختلف فئات المجتمع ، في عدة مجالات ثقافية ورياضية وغيرها (مجلس قروي كفر عقب ، 2012)، منها مجلس قروي كفر عقب : تأسس عام 1996 م ، من قبل وزارة الحكم المحلي ، بهدف الاهتمام بقضايا القرية وتقديم كافة الخدمات إلى سكانها

## الحصول على المياه، وشبكات الصّرف الصّحيّ
في 28 تموز 2010، ووفقاً للقرار رقم 64/292، أقرت الجمعية العامة للأمم المتحدة الحق في الحصول على مياه صحيّة والحق في الحصول على خدمات الصرف الصحيّ باعتبارها حقوقاً أساسية من حقوق الإنسان. وتواجه كفر عقب صعوبات جمّة في الوصول إلى المياه النظيفة وخدمات الصّرف الصحيّ، إضافة إلى عدد من المشاكل الأخرى كالنمو غير المنظم، انتشار الجرائم، واكتظاظ المدارس.
الصرف الصحي يتوفر في قرية كفر عقب شبكة عامة للصرف الصحي تم إنشاؤها في العام 2003 (مجلس قروي کفر عقب ، 2012، ونبغ نسبة الوحدات السكنية الموصولة بشبكة الصرف الصح % 90 من العدد الكلي للوحدات السكانية ، أما باقي الوحدات السكنية (% 10) تستخدم الحفر الامتصاصية كوسيلة للتخلص من المياه العادمة (مجلس قروي کفر عقب ، 2012 واستنادا إلى تقديرات الاستهلاك اليومي من في القرية ، تقدر كمية المياه العادمة الناتجة يوميا بحوالي 523 متر مكعب ، وسي تعادل 190,970 متر مكعب سنويا . ومن الجدير بالذكر أن المياه العادمة المتدفقة في شبكة الصرف الصحي والمياه العامة شي يتم جمعها بواسطة الحفر الامتصاصية وتفريغها بواسطة صهاريج النضج ، يتم التخلص منها في المناطق المفتوحة وفي الأوعية المجاورة دون أي مراعاة للبيئة وهنا تجدر الإشارة إلى أنه لا يتم معالجة المياه العادمة النجة سواء من المصدر ، أو ع موقع التخلص منها ، مما يشكل خطرا على البيئة والصحة العامة (قسم أبحاث المياه والبينة . ریح ، 2012
يوجد في قرية كفر عقب شبكة كهرباء عامة منذ عام 1967 م ، وتعتبر شركة كهرباء محافظة القدس المصدر الرئيس للكهرباء في القرية وتصل نسبة الوحدات السكنية الموصولة بشبكة الكهرباء إلى 100 % كما ويتوفر في القرية شبكة هاتف ، تعمل من خلال مقسم الي القرية ، وتقريبا 60 % من الوحدات السكنية موصولة بشبكة الهاتف مجلس قروي کفر عقب ، 2012).
لا تستجيب بلدية الاحتلال للمطالبات بحلّ أي مشكلة من مشاكل البنية التحتية في كفر عقب. في ضوء ذلك،  وبعد حالات متكررة من فيضان المياه العادمة، قام السّكان عام 2000 بتمويل بناء شبكة صرف صحي من أموالهم الخاصة، بعد تجاهل طويل من قبل البلدية لمطالباتهم بترميم الشبكة الموجودة. يذكر أن السّلطة الفلسطينيّة لا تستطيع الوصول إلى المنطقة والعمل فيها، مما يترك السّكان في حالة من الفراغ والإهمال.

## النفايات الصلبة
النفايات الصلبة يعتبر مجلس قروي كفر عقب الجهة الرسمية المسؤولة عن إدارة النفايات الصلبة الناتجة عن المواطنين والمنشآت التجارية في المنطقة التابعة للسلطة الوطنية الفلسطينية من القرية والتي تتمثل حاليا بجمع النفايات والتخلص منها . أما المنطقة الأخرى من القرية والتابعة لبلدية القدس ، فتعتبر بلدية القدس هي الجهة الرسمية المسؤولة عن إدارة النفايات الصلبة فيه 8 ينتفع معظم سكان قرية كفر عقب من خدمة إدارة النفايات الصلبة ، حيث يتم جمع النفايات الناتجة عن المنازل والمؤسسات والمحلات التجارية والساحات العامة في أكياس بلاستيكية ومن ثم نقلها إلى حاويات موزعة في أحياء القرية ، حيث يتم جمعها من قبل المجلس القروي بواقع مرة أسبوعيا ، ونقلها بواسطة سيارة النفايات إلى مكب العيزرية الذي يبعد 25 كم من القرية ، حيث يتم التخلص من النفايات في هذا المكان عن طريق دفنها وأحيانا حرقها (مجلس قروي كفر عقب ، 2012). أما فيما يتعلق بكمية النفايات الناتجة ، تقدر كمية النفايات الصلبة الناتجة يوميا عن سكان القرية بحوالي 30 طن ، ما يعادل 10,950 طن سنويا (مجلس قروي کفر عقب ، 2012).

## هدم المنازل
قامتْ سلطات الاحتلال عام 2004 بهدم 4 منازل في كفر عقب، وفي عقام 2006 بهدم ثلاثة آخرين. في آب 2010، كُشف النقاب عن خطّة إسرائيلية تتضمن هدم 30 منزلاً في كفر عقب، ولكن بعد بناء جدار الضمّ والتوسع، هُدمت فقط 6 منازل.

## التّوسع الإستيطاني
قامت سلطات الاحتلال بمصادرة 2,037 دونماً تابعة لقرية كفر عقب لصالح إقامة مستوطنة «كوخاف يعكوف» عام 1984. وقد توسعت المستوطنة المذكورة ما بين العامين 1988 و1995 بالأخص تحت حكم رئيس الوزراء الإسرائيلي من حزب العمل اسحق رابين، مما أدى إلى مصادرة المزيد من الأراضي.
في بعض الأحيان، اضطر سكان كفر عقب الفلسطينيّون إلى مواجهة المشروع الاستيطانيّ بشكل مباشر، مثلما حدث عامي 1999 و2001 عندما أحيطت المستوطنات بالأسلاك الشائكة مانعة الفلسطينيّين من الوصول إلى أراضيهم وممتلكاتهم. وفي عامي 2002 و2003 نصبت البؤرتان الاستيطانيتان «كوخاف يعكوف» الشّرقية والغربية. في المجمل، وصلت مساحة الأراضي التي تمت مصادرتها من كفر عقب حتى عام 2001 إلى 2,800 دونم (تقدر بحوالي نصف مساحة القرية الكلية). في العام 2007، كشف وزير الإسكان والبناء الإسرائيلي عن خطة بناء مستوطنة أخرى إلى الجنوب في كفر عقب تتضمن 11 ألف وحدة سكنية جديدة.